# Jan Zieliński (aktor)

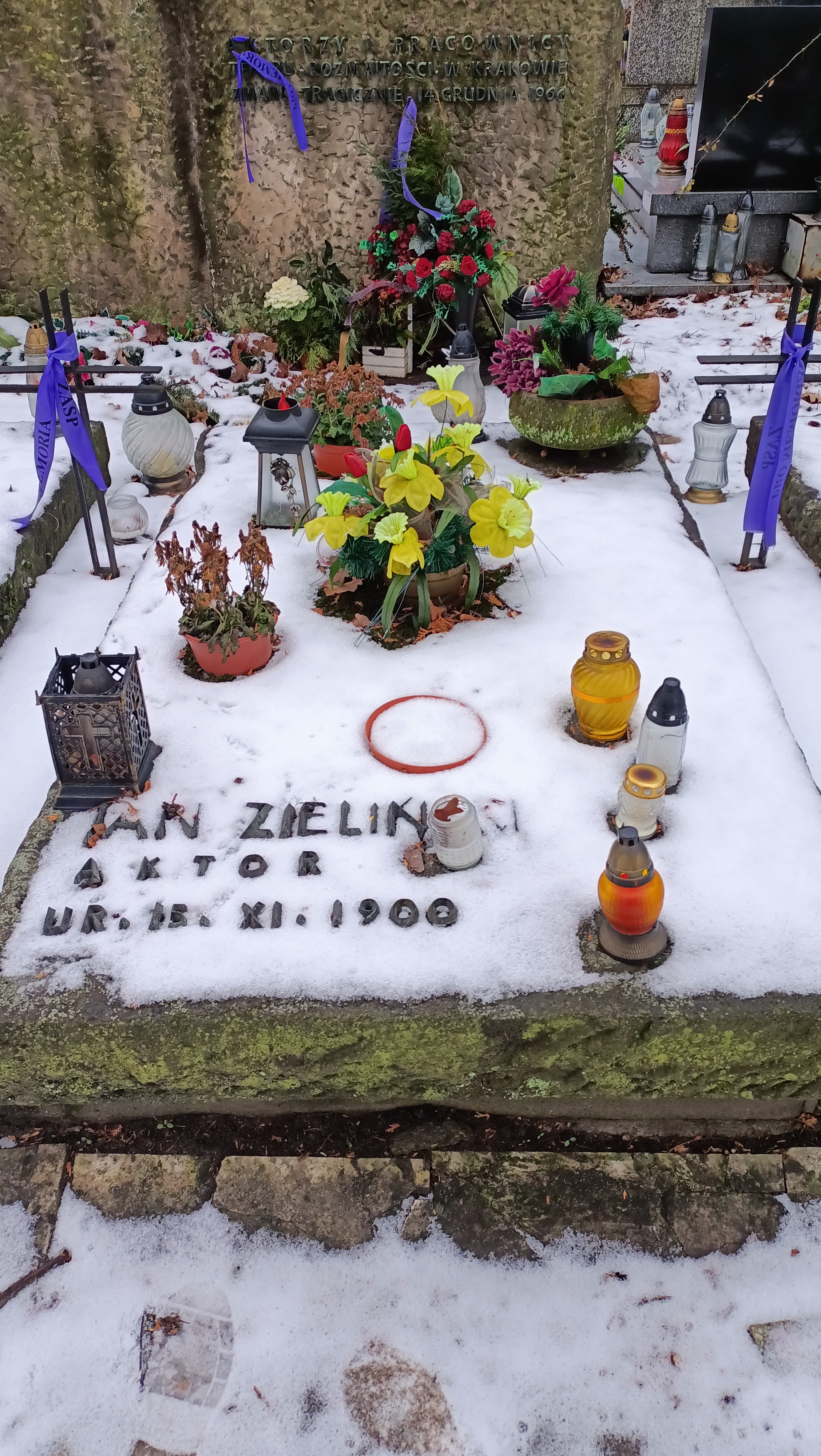
Grób aktora Jana Zielińskiego na Cmentarzu Rakowickim w Krakowie

Jan Władysław Zieliński (ur. 15 listopada 1900 w Rabie Wyżnej, zm. 14 grudnia 1966 pod Lubniem k. Myślenic) – polski aktor teatralny, uczestnik powstań śląskich.

## Życiorys
Urodził się w rodzinie Józefa, kolejarza, i Marii z Lisowskich. Kształcił się w jednym z krakowskich gimnazjów oraz w Szkole Przemysłu Drzewnego w Zakopanem. Uczestniczył w powstaniach śląskich. W trakcie praktyk w Toruniu, w 1923 stawiał pierwsze kroki aktorskie jako adept. Następnie wrócił do Zakopanego by ukończyć naukę w Szkole Przemysłu Drzewnego i podjął dalszą naukę w Szkole Przemysłu Artystycznego w Krakowie. W 1932 eksternistycznie zdał maturę. W latach 1932–1939 był dekoratorem w Teatrze im. Juliusza Słowackiego w Krakowie. W tym samym czasie dorywczo udzielał się jako aktor w Teatrze Wesoła Gromada oraz Teatrze Cricot, wcielając się między innymi w Hołysza w inscenizacji Wyzwolenia. W połowie lat 30-XX wieku otrzymał uprawnienia aktorskie po egzaminie eksternistycznym w Państwowym Instytucie Teatralnym. 
W okresie okupacji niemieckiej jako aktor współpracował z konspiracyjnym zespołem teatralnym Adama Mularczyka. Od marca 1945 do września tego samego roku był członkiem zespołu Teatru im. Władysława Wyspiańskiego w Katowicach, a następnie przez kolejny sezon aktorem Teatru Polskiego w Bielsku. W latach 1946–1948 występował w Miejskich Teatrach Dramatycznych, w sezonie 1948/1949 związany był z Teatrem Młodego Widza w Krakowie, zaś w latach 1949–1958 był aktorem Teatru Nowego w Łodzi. Od 1958 do śmierci w 1966 był aktorem Teatru Rozmaitości w Krakowie.   
W dorobku scenicznym miał między innymi takie role jak Dorożkarz w Ich czworo, Łapowy w Weselu Figara, Klucznik w Zaczarowanym kole, Kaleb w Świerszczu za kominem", Maciek w Placówce, Zaruba w Brygadzie szlifierza Karhana, Ojciec Prokop w Horsztyńskim, Noczkin w Łaźni, Mizantropski w Spazmach modnych, czy Szeryf w Czarownicach z Salem. Wystąpił również w dwóch filmach; Warszawskiej premierze z 1950 w reż. Jana Rybkowskiego i Celulozie z 1953 w reż. Jerzego Kawalerowicza. 
Zginął, gdy wraz z innymi aktorami z krakowskiego Teatru Rozmaitości uległ wypadkowi autobusowemu na Zakopiance pod Lubniem k. Myślenic, w drodze na spektakl w Zakopanem. W zderzeniu dwóch autobusów zginęli obaj kierowcy i sześć osób z zespołu teatralnego, w tym Adam Fiut. Jan Zieliński jest pochowany na cmentarzu Rakowickim w Krakowie.
Był mężem Janiny z Bogdanowiczów.

## Ordery i odznaczenia
- Złoty Krzyż Zasługi (11 lipca 1955)[4]
- Srebrny Krzyż Zasługi (11 lipca 1955)[5]